# István Örkény
István Örkény (5. dubna 1912, Budapešť, Maďarsko – 24. června 1979, tamtéž) byl maďarský dramatik a prozaik. Jeho hry se vyznačují satirickým pohledem na společenské problémy a groteskním ztvárněním jednotlivých příběhů.

## Život

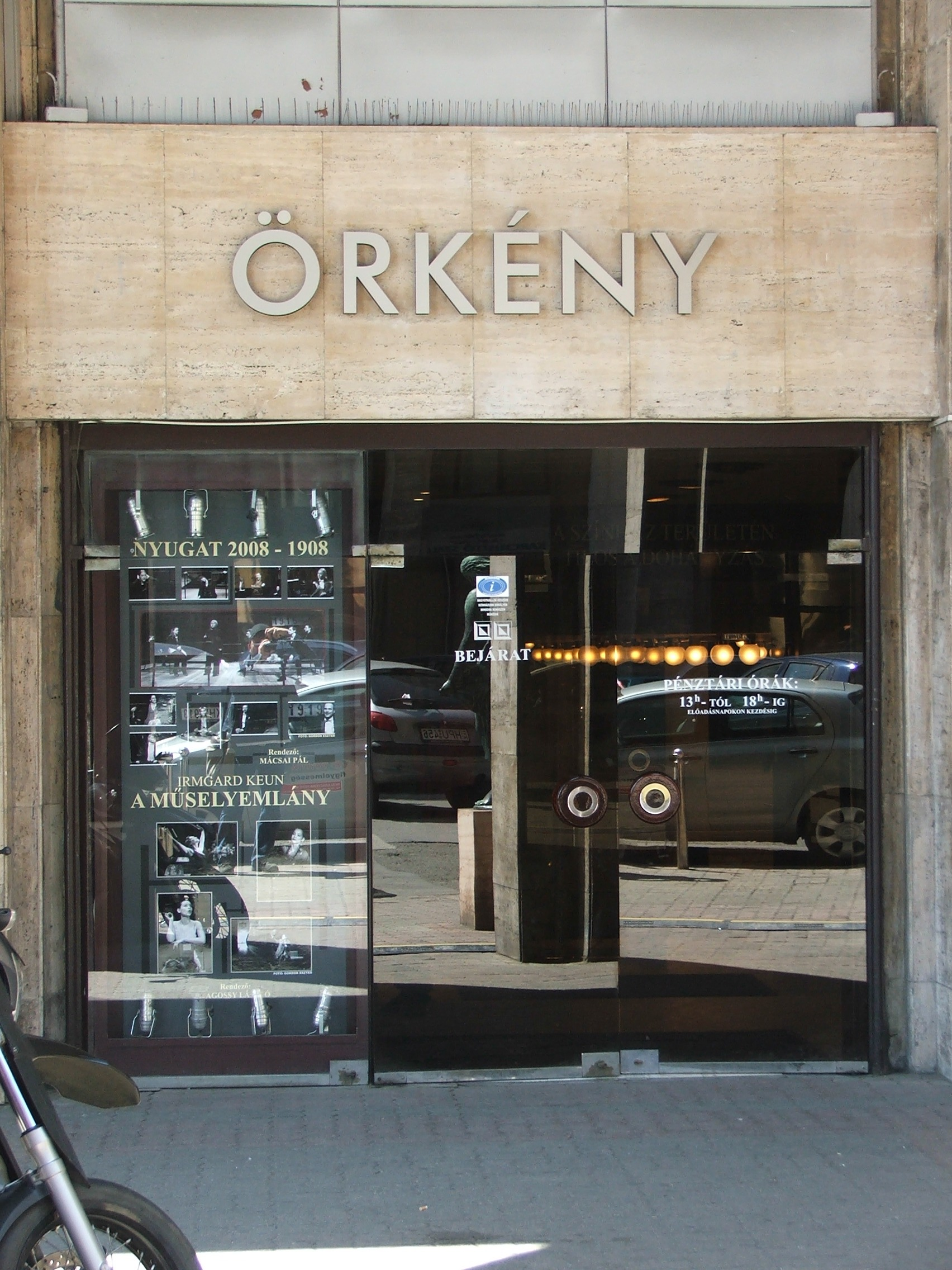
Vchod do Divadla Istvána Örkénye v Budapešti

Narodil se v rodině lékárníka a po ukončení školy začal studovat na vysoké škole chemii. Poté mění své rozhodnutí a věnuje se farmacii, kterou ukončuje v roce 1934 a vydává se na cesty po západní Evropě. Vrací se domů a dokončuje i studia chemie.
Jeho první kniha krátkých příběhů (Tanec oceánu) vyšla v roce 1941. V roce 1942 je poslán na východní frontu, coby žid v pomocné pracovní jednotce, je zajat a odveden do lágru nedaleko Moskvy, kde napsal mimo jiné i hru Voroněž. V roce 1946 se vrací konečně domů do Budapešti. Po revoluci v roce 1956 nesmí až do roku 1960 publikovat.
Velmi populárním se stal, mimo jiné, díky svým krátkým povídkám groteskně-absurdní povahy, které vyšly v několika menších svazcích, například Minutové povídky (Egyperces novellák).
V roce 2004 po něm bylo pojmenováno jedno z divadel v Budapešti (bývalé Malé Madáchovo divadlo, maďarsky: Kiss Madách Színház).

## Dílo
- Kočičí hra, 1963 – tragikomedie, hra o dvou stárnoucích sestrách, jedna z nich je pořádkumilovná a druhá má neuspořádaný život, ale přesto je to ona, kdo má nakonec více sil k boji za plnohodnotný život. Örkény tuto hru napsal nejprve jako filmovou anekdotu, až později ji zdramatizoval pro divadlo. Byla přeložena do velmi mnoha jazyků a je často hrána v různých evropských i amerických divadlech.
- Rodina Tóthů – drama
- Třináctý zpěv, 1999, Volvox Globator, ISBN 80-7207-224-2 – výbor povídek